# Suseni (okręg Hunedoara)
Suseni – wieś w Rumunii, w okręgu Hunedoara, w gminie Râu de Mori. W 2011 roku liczyła 167 mieszkańców.